# Fuchsia macropetala
Fuchsia macropetala är en dunörtsväxtart som beskrevs av Presl. Fuchsia macropetala ingår i släktet fuchsior, och familjen dunörtsväxter. Inga underarter finns listade i Catalogue of Life.